# Al-Mahdi-Moschee

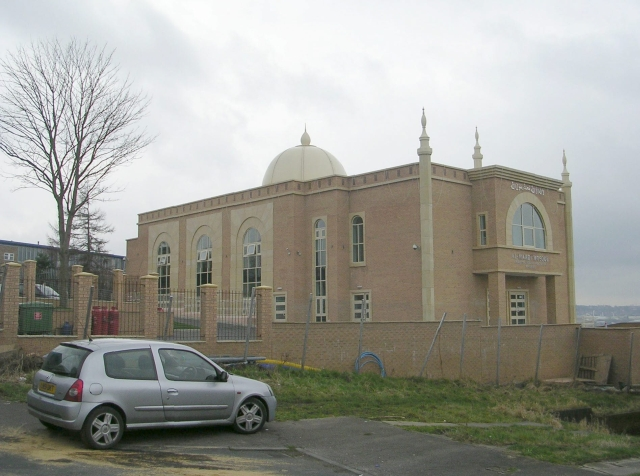
al-Mahdi-Moschee

Die al-Mahdi-Moschee (engl. al Mahdi Mosque) befindet sich in der englischen Stadt Bradford und wird von der Ahmadiyya Muslim Jamaat betrieben; die Kosten betrugen 2,5 Millionen Pfund. Sie wurde am 7. November 2008 von Mirza Masroor Ahmad, dem fünften Khalifat ul-Massih, eingeweiht. Der Einweihung wohnten insgesamt 2000 Menschen bei teilweise aus Pakistan, Kanada und Deutschland. Neben Ahmadi-Muslimen waren auch über 300 Gäste anwesend.
Die Moschee bietet Platz für mehr als 2000 Gläubige und besitzt eine acht Meter hohe Kuppel. Sie liegt am Rees Way auf einem Plateau, weshalb sie innerhalb Bradfords mehrere Meilen weit sichtbar ist.